# Maison Majzler
La Maison Majzler (en hongrois : Majzler-ház) est un édifice situé à Miskolc.